# Санковская, Екатерина Александровна
Екатерина Александровна Санковская (11 [23] ноября 1816, Москва — 16 [28] августа 1878, Всехсвятское) — русская артистка балета.

## Биография
Родилась 11 (23 по новому стилю) ноября 1816 года в Москве. В девять лет поступила в московскую театральную школу, где уже во время учёбы участвовала в спектаклях и балете. По окончании учёбы была принята в Московскую императорскую труппу и продолжала совершенствовать своё мастерство — обучалась у французской преподавательницы Фелицаты Гюллень-Сор, которая в 1836 году повезла свою ученицу в Париж для продолжения обучения. Во Франции они видели выступления Марии Тальони и привезли в Москву партию Сильфиды из репертуара этой артистки. По драматическому классу Санковская училась у Михаила Щепкина.
В 1837 году Санковская стала первой русской исполнительницей заглавной партии в балете «Сильфида» композитора Жана Шнейцхоффера. В этом же году партию Сильфиды на петербургской сцене исполняла итальянская балерина Мария Тальони. В 1846 году Санковская первой из московских танцовщиц отправилась в заграничное турне, которое стало успешным. В декабре 1854 года последний раз выступила на московской сцене.
Уйдя со сцены, стала преподавать танцы в одной из московских женских гимназий. Жила вместе с сестрой Александрой — тоже танцовщицей Большого театра. Они купили дом и жили в селе Всехсвятское, где Екатерина умерла 16 (28 по новому стилю) августа 1878 года. Похоронена на Всехсвятском кладбище у Храма Всех Святых.